# Fénix FC (Cataluña)
El Fénix FC es un equipo de fútbol de Quarta Catalana de la Federación Catalana formado íntegramente por hombres trans, siendo el primero de su tipo en toda la historia del deporte español. 

## Historia
El equipo fue fundado por Hugo Marlo después de verse obligado a abandonar la liga femenina una vez que comenzó la terapia hormonal y jugó partidos amistosos contra otros equipos regionales durante la pretemporada de 2024. El equipo disputó su primer partido oficial en la Cuarta Catalana contra el Palleja CF B el 21 de septiembre de 2024 y perdió 19-0. Los jugadores están trabajando para volver a estar en forma después de tener que abandonar los equipos en los que jugaron antes de su transición.